# Ptomascopus
Ptomascopus  (лат.)— род жуков семейства мертвоедов.

## Описание
Крупные, продолговатые жуки с вальковатым телом.  Голова поперечная с отчетливыми слегка изогнутыми и укороченными лобными бороздками. Мембрана наличника желто-оранжевого цвета, плохо заметная у самок и крупного размера продольная у самцов.Усики 11-члениковые,но кажутся 10-члениковыми (так как второй членик плохо заметный), с 4-члениковой булавой. Надкрылья укороченные и полностью не прикрывают пигидий и пропигидий. Поверхность надкрылий лишена ребрышек и килей. Переднеспинка обратно трапециевидной формы, выпуклая, по бокам и в основании уплощенная. Передние лапки опушены. У самцов они пластинчато расширены. Задние бедра покрыты желтыми густыми волосками. Задние голени относительно узкие, не изогнутые, слегка расширены к вершине.

## Биология
Все виды - облигатные некрофаги: питаются падалью как в стадии имаго, так и на личиночной стадии. Жуки роют норы вблизи трупов, но не пытаются его закопать. Заботы о потомстве (в отличие от видов
Nicrophorus) не проявляют.

## Виды
- Ptomascopus morio
- Ptomascopus plagiatus
- Ptomascopus zhangla
- †Ptomascopus aveyronensis